# Polônia nos Jogos Olímpicos de Verão de 1980
A Polônia competiu nos Jogos Olímpicos de Verão de 1980, em Moscou, na URSS, num conturbado momento político.
Naquela opinião apresentou 306 competidores, sendo 232 homens e 74 mulheres, participou de 162 eventos em 21 esportes.